# Glauberita
La glauberita es un mineral del grupo de los sulfatos, de fórmula química Na2Ca(SO4)2. Fue descrita como una nueva especie mineral en 1808 por Brongniart, a partir del estudio de ejemplares que había recibido de España. procedentes de Villarrubia de Santiago (Toledo). Su denominación se debe a su contenido de sulfato sódico (Na2SO4), antiguamente conocido como «Sal de Glauber», recibiendo este nombre por el alquimista alemán Johann Rudolf Glauber (1604-1668). 

## Propiedades
La glauberita es un mineral incoloro o de color claro que cristaliza en el sistema monoclínico.
Muestra fractura muy irregular o concoidea; ya que produce pequeños fragmentos concoideos. 
Tiene un sabor ligeramente salino. Se altera con bastante facilidad en condiciones superficiales, perdiendo el sulfato sódico y quedando el de calcio, menos soluble, en forma de yeso. Muchas veces se mantiene la morfología de los cristales (pseudomorfosis).

## Génesis
Es un componente común de depósitos evaporíticos continentales y marítimos.
También se encuentra en pequeñas cantidades como sublimados alrededor de fumarolas así como en cavidades de lava basáltica rellenas de mineral o como producto de alteración de sulfuros
También puede formar parte de depósitos de nitrato en climas áridos.
En evaporitas aparece asociada con yeso, halita, polihalita, anhidrita y thenardita. También se asocia con este último mineral en fumarolas y depósitos de nitratos.

## Yacimientos
La localidad tipo de este mineral se encuentra en Villarrubia de Santiago (Toledo, España), que durante muchos años fue la única localidad conocida en el mundo, buena parte de ese tiempo inaccesible por culpa del estanco de la sal.
También en España hay depósitos de glauberita en Chinchón y Ciempozuelos (Madrid), en Agoncillo y Alcanadre (La Rioja), y en  Belorado y  Cerezo de Río Tirón, en la margen izquierda del río Tirón (Burgos).
En América hay yacimientos en Sierra Gorda e Iquique (Chile), así como en la provincia de Loayza (Bolivia).

## Explotación y aprovechamiento
La producción española de sulfato sódico de origen natural proviene de cuatro empresas mineras. En la actualidad España es el único país de la Unión Europea con explotaciones de minas de sulfato sódico. La producción nacional se destina a consumo interior y exportación. Sus principales aplicaciones se encuentran en los sectores industriales de los detergentes en polvo, pasta de papel, textiles, vidrio, síntesis de enzimas, alimentación, etc.
En los yacimientos de glauberita españoles en explotación se realiza laboreo a cielo abierto mediante grandes balsas. A partir de información reflejada en el Inventario Nacional de Recursos de Sulfato Sódico (ITGE, 1991) y otros datos actualizados pueden estimarse unas existencias de minerales de sulfato sódico de 730 Mt con categoría de reservas, y 300 Mt más con categoría de otros recursos.